# Трипалладийлантан
Трипалладийлантан — бинарное неорганическое соединение
палладия и лантана
с формулой LaPd3,
кристаллы.

## Получение
- Сплавление стехиометрических количеств чистых веществ:

{\displaystyle {\mathsf {3Pd+La\ {\xrightarrow {T}}\ LaPd_{3}}}}

## Физические свойства
Трипалладийлантан образует диамагнитные 
кристаллы
кубической сингонии,
пространственная группа P m3m,
параметры ячейки a = 0,4224 нм, Z = 1,
структура типа тримедьзолота AuCu3
.